# Sorbets, Gers
 Sorbets  là một xã thuộc tỉnh Gers trong vùng Occitanie miền nam nước Pháp.